# Пыхья-Пярнумаа
Пы́хья-Пя́рнумаа (эст. Põhja-Pärnumaa vald) — волость в Эстонии в составе уезда Пярнумаа.

## География
Площадь волости — 1010,61 км². Плотность населения в 2021 году составила 8,0 человек на 1 км2.
49 % территории волости занимают леса, 26 % — возделываемая земля,  4 % — природные луга. На территории волости находятся часть национального парка Соомаа, заповедник Вахенурме, часть заповедников Таарикынну, Лавассааре и Авасте.
В волости имеется 5 месторождений полезных ископаемых, из них 4 — общегосударственного значения: два доломитных месторождения в Анелема, два торфяных месторождения Лавассааре и песчаное месторождение местного значения в Питсалу.

## Население
По данным Регистра народонаселения численность населения волости по состоянию на 1 января 2020 года составила 8230 человек. Удельный вес жителей трудоспособного возраста в 2018 году составил 60 %, пенсионного возраста (65 лет и старше) — 14 %, детей и молодёжи в возрасте до 18 лет включительно — 16 %.

## История
Волость Пыхья-Пярнумаа образована в 2017 году путём объединения двух посёлков городского типа: Вяндра и Тоотси и двух волостей: Вяндра и Халинга.
Административных центров у волости два: посёлки Вяндра и Пярну-Яагупи; центр обслуживания населения работает также в посёлке Тоотси.

## Символика
Герб: на геральдическом щите, разделённом наклонной волнистой линией на поле золотого и поле зелёного цветов в верхней части чёрная голова медведя и в нижней части золотая сосна.
Золотой цвет символизирует энергию, достаток и достоинство. Зелёный — цвет жизни, природы и роста. Сосна отсылает к красивой природе волости и её богатству лесами. Волнистое разделение символизирует большое число рек.
Флаг: прямоугольное полотнище разделено наклонной волнистой линией на жёлтую и зелёную части, в верхней части чёрная голова медведя и в нижней части жёлтая сосна. Нормальные размеры флага 105 x 165 см. Соотношение ширины и длины 7:11.

## Населённые пункты
В состав волости входят 3 городских посёлка и 86 деревень.

Городские посёлки: Вяндра, Пярну-Яагупи, Тоотси.

Деревни: Ааса, Алткюла, Алликынну, Алусте, Анелема, Арасе, Вахенурме, Вакалепа, Ваки, Валистре, Веэ, Венекуузику, Вескисоо, Вихтра, Вилувере, Выйдула, Выйера, Каансоо, Каблима, Кадьясте, Каэласе, Кайсма, Калмару, Кангру, Кергу, Кирикумыйза, Кобра, Кодесмаа, Козе, Куллимаа, Кунинга, Кургья, Кынну, Лангерма, Леэтва, Лехтметса, Леху, Либатсе, Лоомсе, Луури, Лююсте, Майма, Массу, Метсакюла, Метсавере, Мустару, Мыйзакюла, Мядара, Мяэкюла, Наартсе, Оэсе, Орикюла, Паллика, Перекюла, Питсалу, Пярнйыэ, Пёэравере, Раэ, Рахкама, Рахноя, Рейнумурру, Рооди, Руккикюла, Рыуза, Рятсепа, Салу, Самлику, Сепакюла, Сикана, Сохлу, Соосалу, Суурейыэ, Сыырике, Сяэстла, Тагассааре, Тарва, Тырду, Тюхьясма, Халинга, Хеленурме, Эаметса, Ээнсе, Ээрма, Энге, Эртсма, Юннасте.

## Статистика
Данные Департамента статистики о волости Пыхья-Пярнумаа:

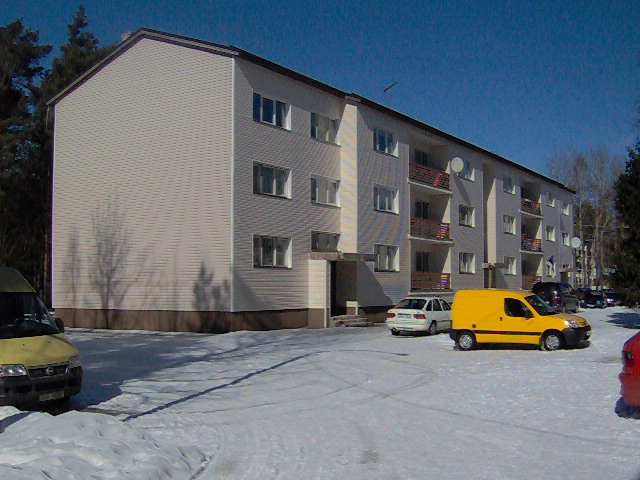
Жилой дом в деревне Либатсе

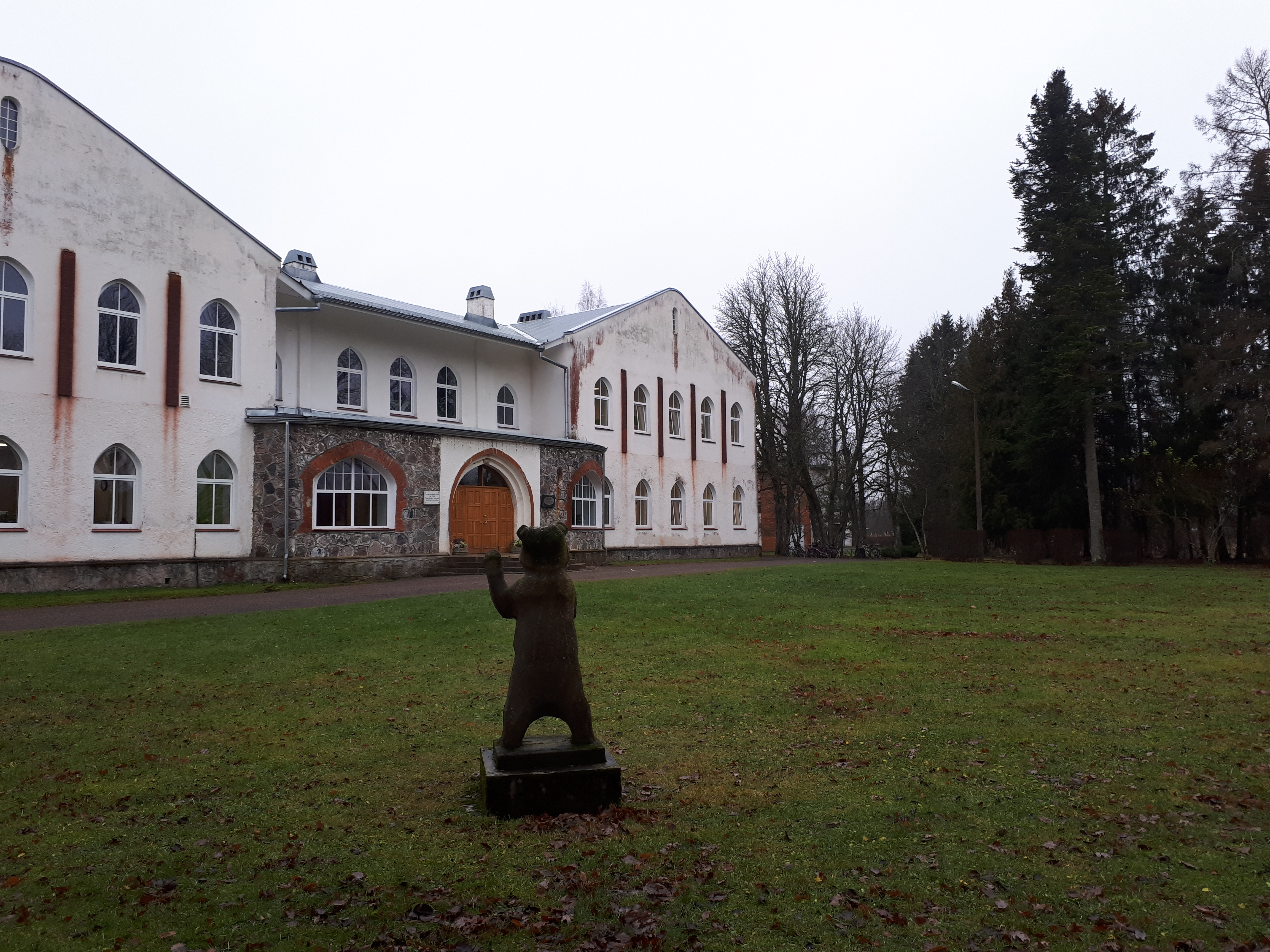
Гимназия Вяндра

Число жителей на 1 января каждого года:
| Год     | 2016 | 2017   | 2018   | 2019   | 2020   | 2021   | 2022   |
| ------- | ---- | ------ | ------ | ------ | ------ | ------ | ------ |
| Человек | 8506 | ↘ 8406 | ↘ 8289 | ↘ 8235 | ↘ 8190 | ↘ 8046 | → 8046 |

Число рождений:
| Год           | 2016 | 2017 | 2018 | 2019 | 2020 |
| ------------- | ---- | ---- | ---- | ---- | ---- |
| Живорождённых | 78   | ↘ 69 | ↗ 79 | ↗ 83 | ↘ 71 |

Число смертей:
| Год     | 2016 | 2017  | 2018  | 2019  |
| ------- | ---- | ----- | ----- | ----- |
| Умерших | 127  | ↘ 123 | ↘ 111 | ↗ 132 |

Зарегистрированные безработные:
| Год     | 2016 | 2017  | 2018  | 2019  | 2021 (август) |
| ------- | ---- | ----- | ----- | ----- | ------------- |
| Человек | 179  | ↗ 206 | ↗ 214 | ↗ 215 | ↘ 191         |

Средняя брутто-зарплата работника:
| Год  | 2016   | 2017       | 2018       | 2019       | 2020       |
| ---- | ------ | ---------- | ---------- | ---------- | ---------- |
| Евро | 939,76 | ↗ 1 006,70 | ↗ 1 068,19 | ↗ 1 133,93 | ↗ 1 379,70 |

В 2019 году волость Пыхья-Пярнумаа занимала 58 место по величине средней брутто-зарплаты среди 79 муниципалитетов Эстонии.
Число учеников в школах:
| Год     | 2016 | 2017  | 2018  | 2019  |
| ------- | ---- | ----- | ----- | ----- |
| Человек | 719  | ↘ 714 | ↘ 710 | ↘ 706 |

## Инфраструктура

### Образование
В волости работает 14 учебных учреждений: 3 детских сада, 2 начальные школы-детсада, 3 основные школы-детсада, 2 основные школы, 1 гимназия, 2 музыкальные школы и футбольная школа. Если в 2005/2006 учебном году в школах насчитывалось 1456 учеников, то в 2018/2019 учебном году их число снизилось до 714. В 2017/2018 учебном году в музыкальных и футбольной школах предлагалось 68 учебных программ, и численность учащихся составляла около 340 человек, из них половина обучалась музыке и искусству и половина — по спортивным специальностям.
В 2018 году в волости насчитывалось 10 библиотек, в 9 из которых имелись открытые интернет-пункты.

### Медицина
Услуги первичной медицинской помощи оказывают два центра семейных врачей: в Пярну-Яагупи (3 врача и 3 медсестры) и в Вяндра. В посёлке Вяндра также есть стоматологический кабинет. На территории волости работает 5 аптек.

### Социальное обеспечение
Волостные учреждения социального обеспечения по состоянию на 2018 год: 
- Дневной центр Вихтра, 5 работников. Осуществляет услуги по спецуходу (26 мест) и услугу обеспечения жильём (32 места);
- Социальный дом посёлка Вяндра, 28 работников. Осуществляет услуги по спецуходу (61 место), услугу социального транспорта и услуги по дому;
- Дом по уходу Тоотси, 18 работников. Осуществляет общую услугу по уходу (34 места);
- Центр по уходу посёлка Вяндра, 19 работников. Осуществляет общую услугу по уходу (50 мест)[3].

Частные предприятия социального обеспечения:
- Дом Вяндра (AS Hoolekandeteenused Vändra kodu), 22 работника. Осуществляет услуги по спецуходу (50 мест);
- Центр здоровья Вяндра (SA Vändra Tervisekeskus), 15 работников, 30 мест;
- Дом по уходу Пярну-Яагупи (SA Pärnu-Jaagupi Hoolduskodu), 27 работников, 50 мест;
- Дом Каэласе (SA Pärnu-Jaagupi Hoolduskodu Kaelase Kodu), 6 работников, 25 мест;
- Приют Халинга (MTÜ Halinga Turvakodu), 3 работника, 125 мест[3].

### Культура, досуг и спорт
На территории волости работает 3 Молодёжных центра: в Пярну-Яагупи (открыт в 2003 году), в Вяндра (открыт в 2011 году) и в Тоотси; действует 9 домов культуры, народных домов и деревенских центров.
Спортивные центры и объекты: плавательный бассейн в Тоотси, Спортивный центр Пярну-Яагупи, Культурно-спортивный центр Тоотси, спортивные сооружения в Вахенурме и Вяндра. Спортклубы: “Rõõm” (водная аэробика), волейбольный клуб Пярну-Яагупи, спортклуб “Tervis” (стрельба, футбол, оздоровительный спорт), клуб настольного тенниса в Пярну-Яагупи, Pärnu-Jaagupi Tuletõrjeselts (tuletõrjesport), футбольный клуб Пярну-Яагупи, Центр народного спорта Халинга (организация спортивных мероприятий); футбольный клуб “Vändra Vaprus”, футбольная школа “Vändra Vaprus”, баскетбольный клуб “Karud”; борцовский клуб “Suure Karu Pojad”, клуб велосипедного спорта VIKO; клуб здоровья MISPO; клуб верховой езды и клуб технического спорта.

### Жилая среда
Центральное теплоснабжение имеется в посёлке Тоотси. Сети центрального водоснабжения и канализации есть в посёлках Тоотси и Вяндра и деревнях Ваки, Вихтра, Выйдула, Суурейыэ, Пярнйыэ, Кергу, Каансоо, Кадьясте, Кайсма, Сикана.

## Экономика
Самое большое число зарегистрированных в волости предприятий действует в сельском и лесном хозяйствах. Самое большое число работников занято на промышленных предприятиях.
Крупнейшие работодатели волости по состоянию на 30 июня 2020 года:

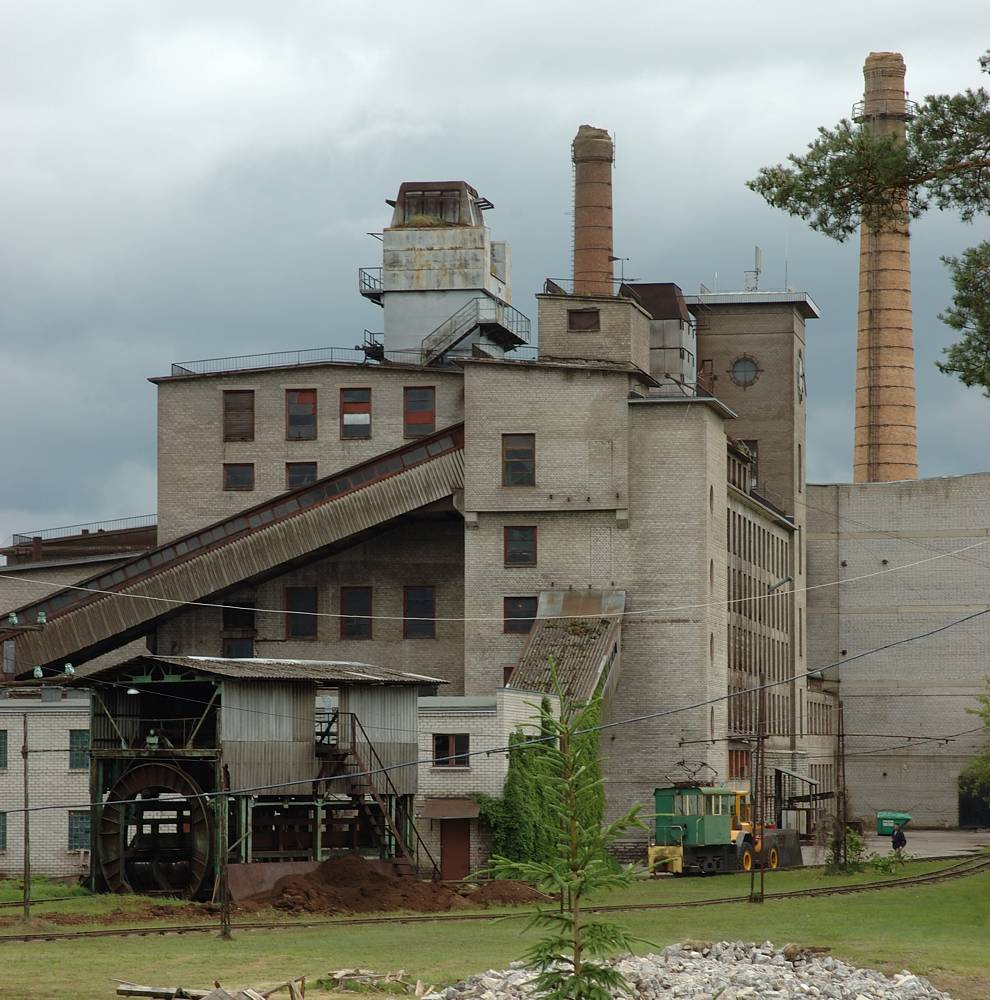
Завод по переработке торфа в Тоотси

| Предприятие/организация         | Вид деятельности                                          | Численность работников |
| ------------------------------- | --------------------------------------------------------- | ---------------------- |
| Волостная управа Пыхья-Пярнумаа | Орган государственного управления                         | 113                    |
| Halinga OÜ                      | Разведение молочных пород скота                           | 79                     |
| Vändra Gümnaasium               | Гимназия Вяндра                                           | 58                     |
| Vändra Lasteaed                 | Детский сад Вяндра                                        | 44                     |
| Halinga Turvakodu MTÜ           | Деятельность по уходу за престарелыми и инвалидами        | 38                     |
| Boardic Eesti OÜ                | Производство деревянной тары и поддонов                   | 37                     |
| Pärnu-Jaagupi Põhikool          | Основная школа                                            | 37                     |
| Pärnu-Jaagupi Hoolduskodu       | Деятельность учреждений, обеспечивающих уход              | 35                     |
| Vändra Alevi Sotsiaalmaja       | Деятельность попечительских учреждений                    | 35                     |
| Clivia Tootmise OÜ              | Производство верхней одежды                               | 34                     |
| Welmet OÜ                       | Производство машин и оборудования специального назначения | 29                     |
| Vändra Tervisekeskus SA         | Деятельность учреждений, обеспечивающих уход              | 29                     |
| Vändra Alevi Hoolekandekeskus   | Социальные услуги без обеспечения проживания              | 23                     |

## Достопримечательности
Памятники культуры:
- Церковь Пярну-Яагупи. Сакральное здание в стиле неоготики построено в 1531–1534 годах в честь апостола Иакова[19];
- православная церковь святой мученицы Зинаиды в Кергу, построена в 1875–1877 годах[20];
- мыза Каэласе. Главное здание в стиле раннего классицизма построено в конце XVIII века, после пожара в 1905 году восстановлено[21];
- пасторат Пярну-Яагупи. Жилище пастора впервые упомянуто в 1624 году в ревизии шведского времени. Пасторат неоднократно погибал в пожарах, его последнее здание построено в 1855 году, освящено в 1858 году[22].

Другие достопримечательности:
- Музей автомобилей в деревне Халинга[23].

## Галерея

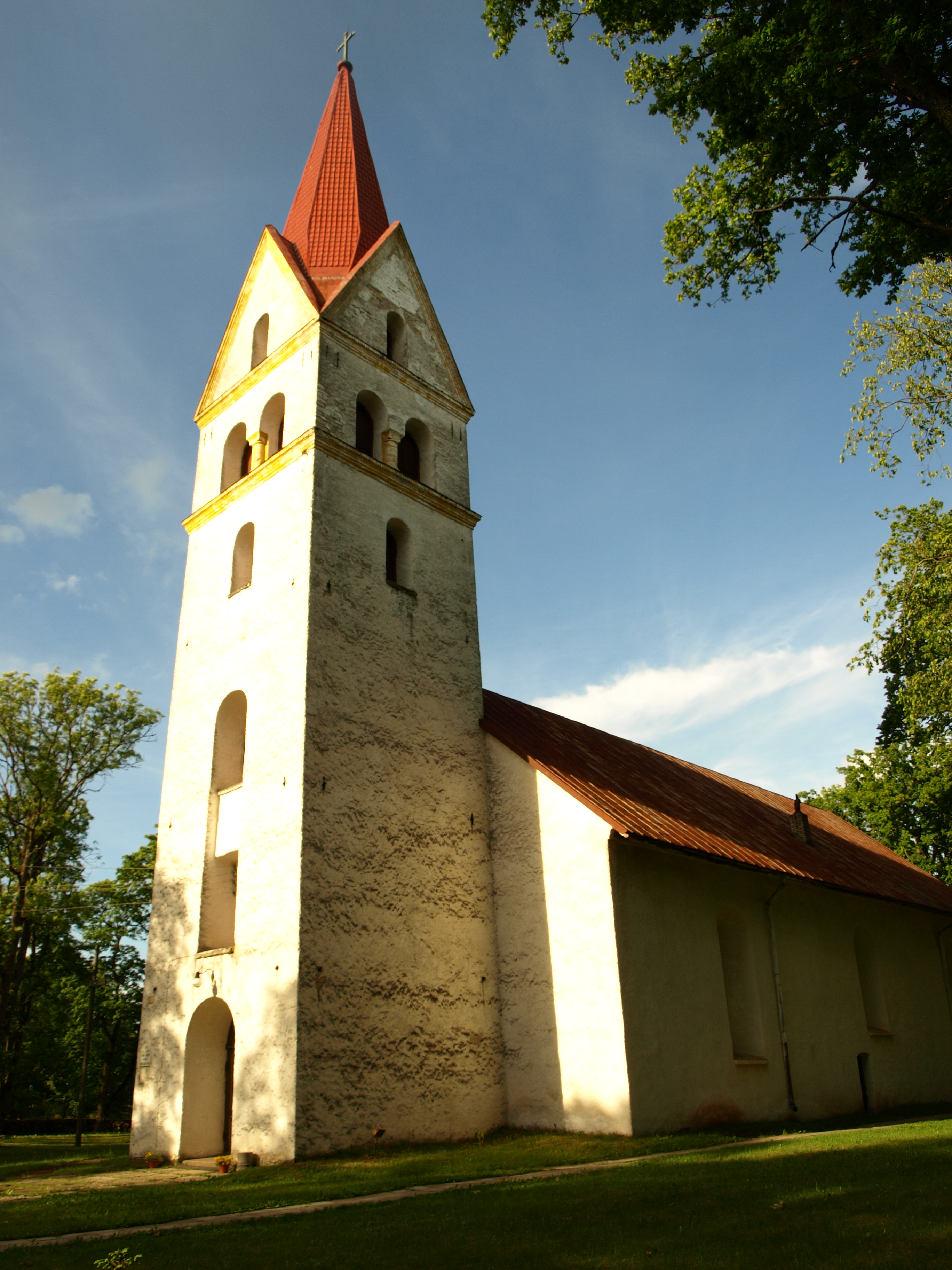
Церковь Пярну-Яагупи
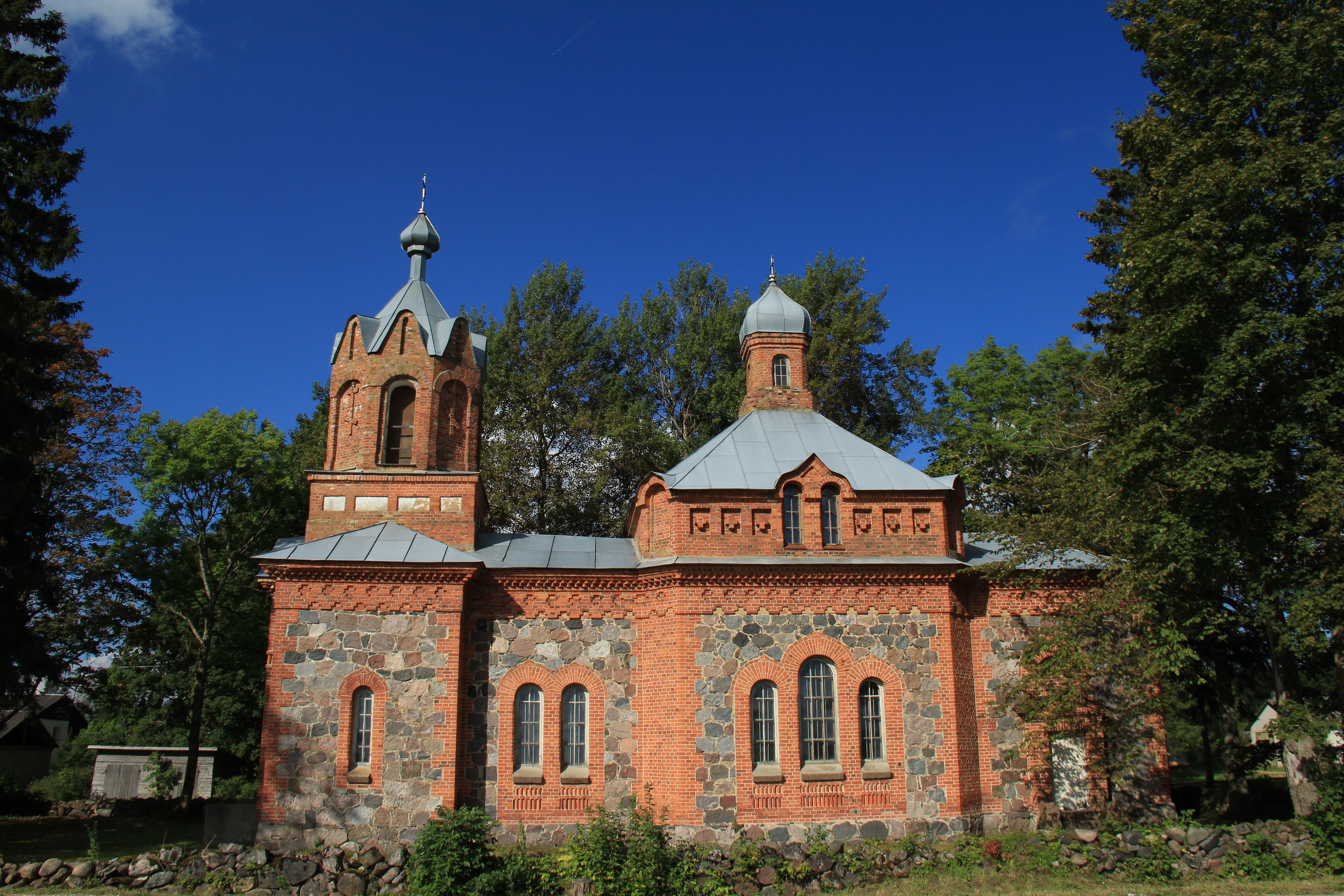
Православная церковь Кергу
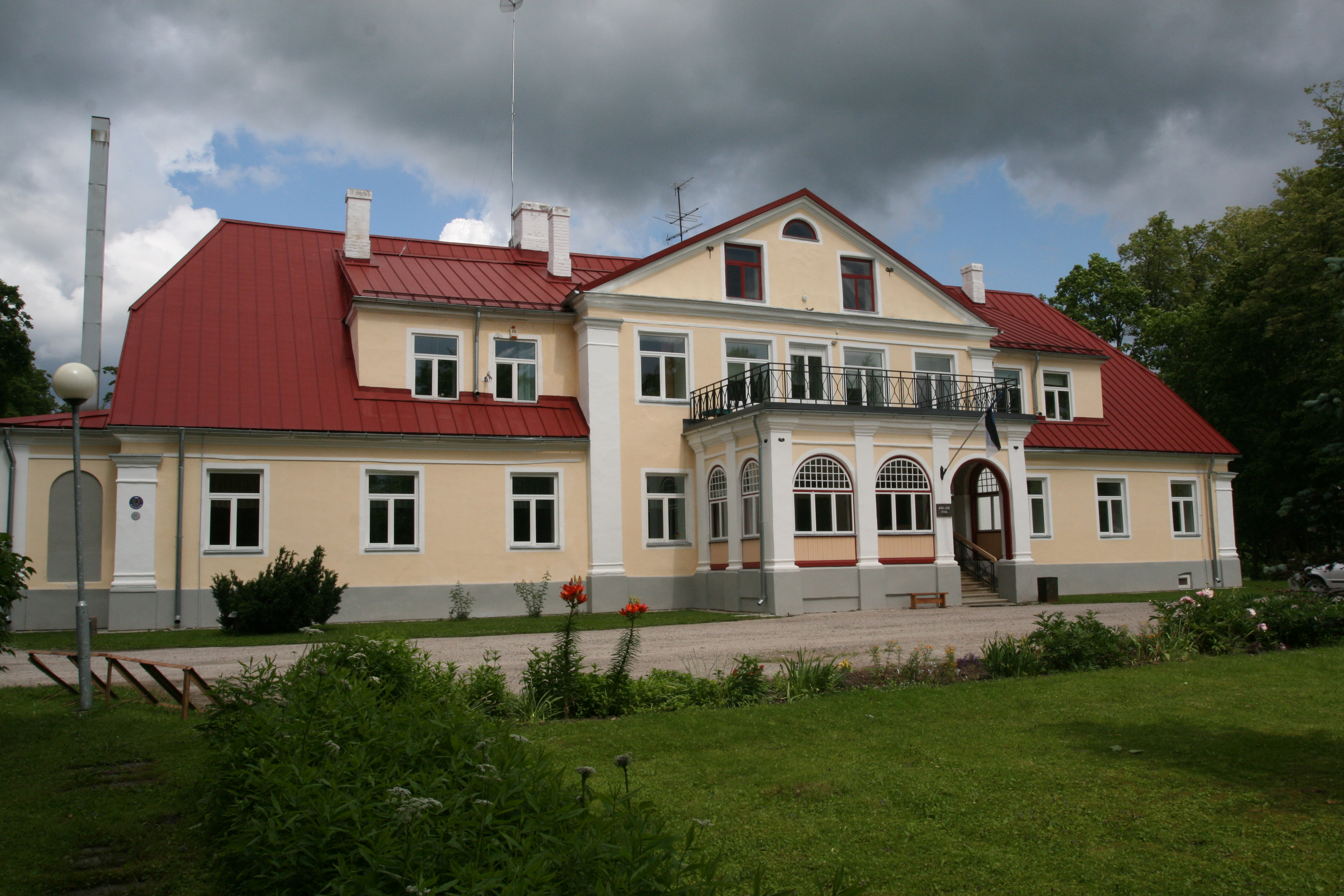
Главное здание мызы Каэласе
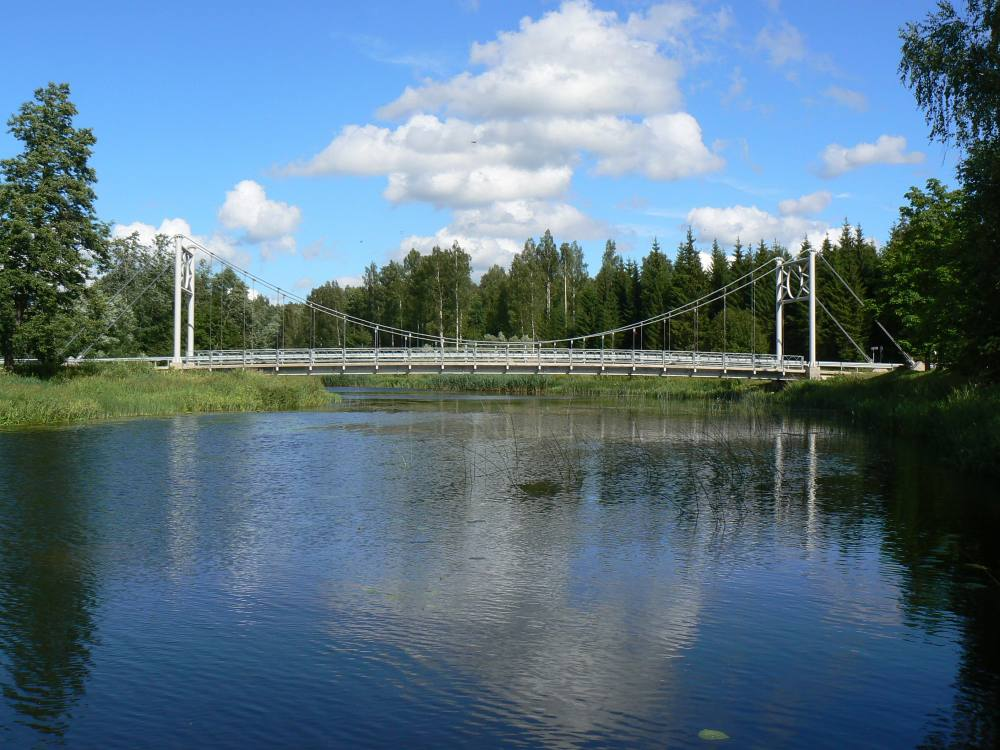
Подвесной мост в Кургья
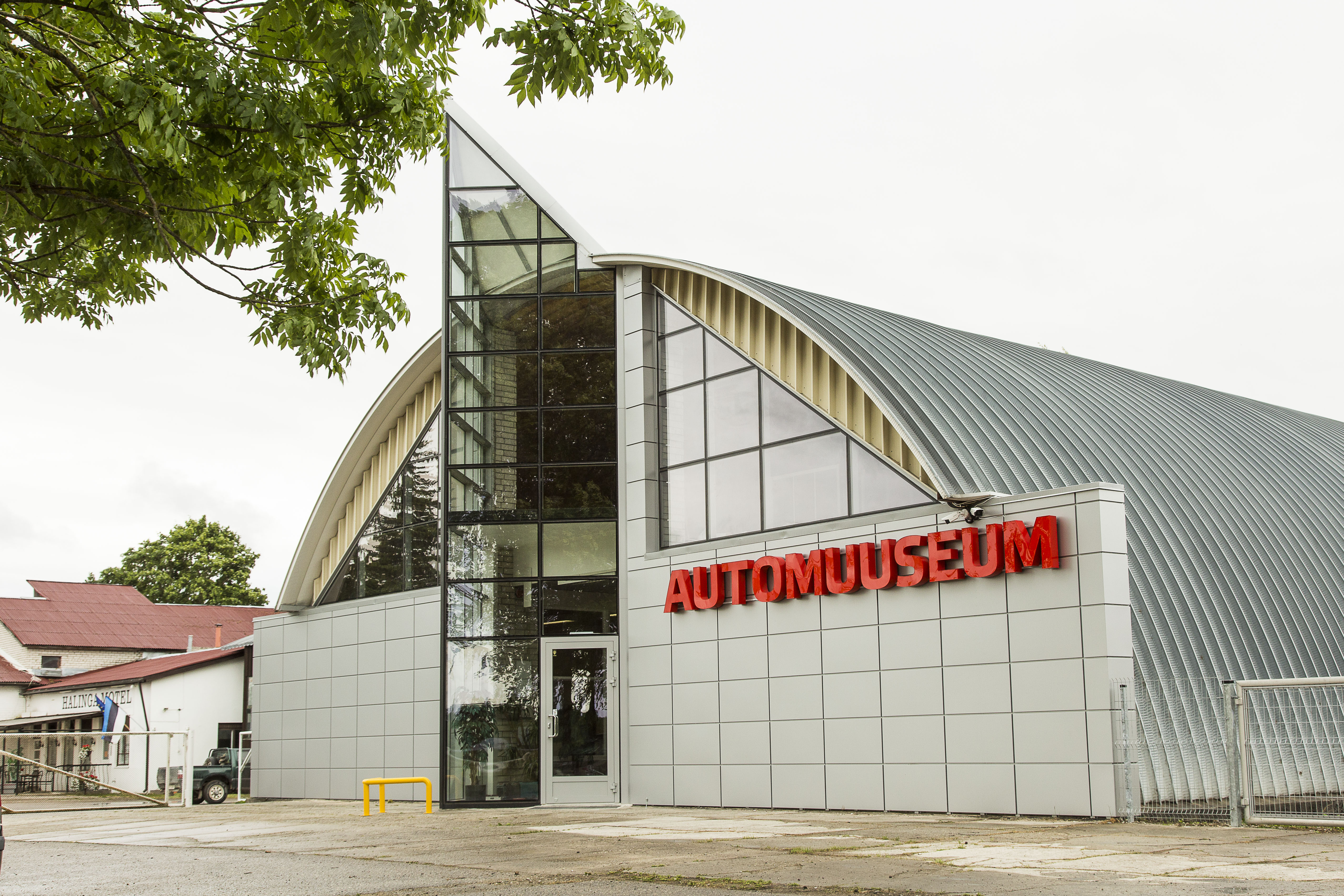
Музей автомобилей в Халинга